# Ришле, Сезар-Пьер

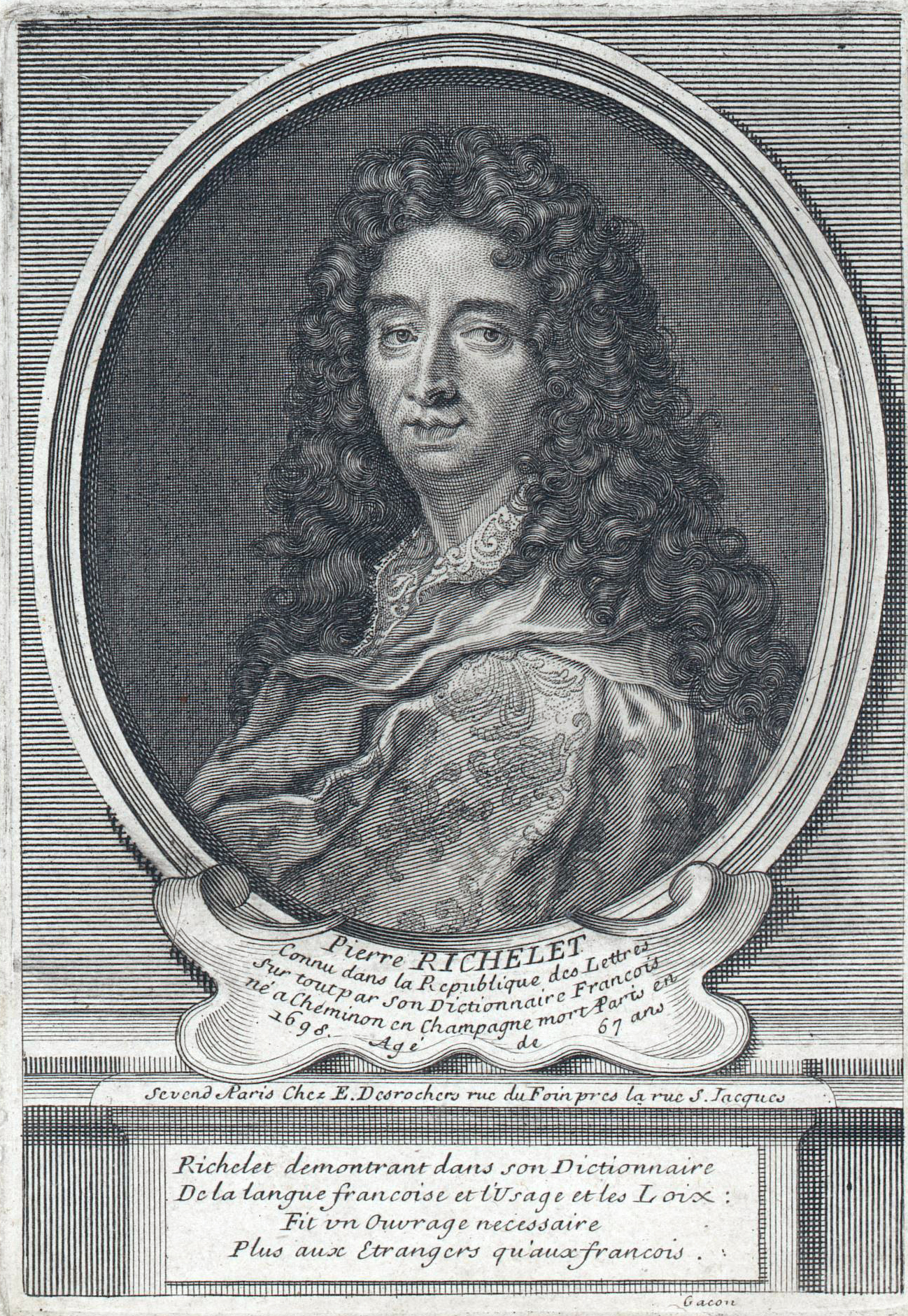
Сезар-Пьер Ришле

Сезар-Пьер Ришле (фр. César-Pierre Richelet; 8 ноября 1626, Шеминон, департамента Марна, Шампань — Арденны — 13 ноября 1698, Париж) — французский филолог и лексикограф, редактор одного из первых словарей французского языка.

## Биография
По профессии адвокат, но от профессиональной карьеры отказался. Для тщательного изучения происхождения французского, изучал древние языки, а также итальянский и испанский.
Автор первых французских словарей, сделанных на систематической основе.
Главные его работы, которые до сих пор сохраняют свою ценность:
- «Dictionnaire des rimes dans un nouvel ordre» (1687; автору принадлежат лишь учёные примечания; текст написан, главным образом, Фремоном д’Абланкуром),
- «Versification française ou l’art de bien faire et bien tourner les vers» (Париж, 1681),
- «Les plus belles lettres des meilleurs auteurs français» (Лион, 1687),
- «Dictionnaire français, contenant les mots et les choses etc.» (Женева, 1680; считается самым выдающимся трудом Ришле).

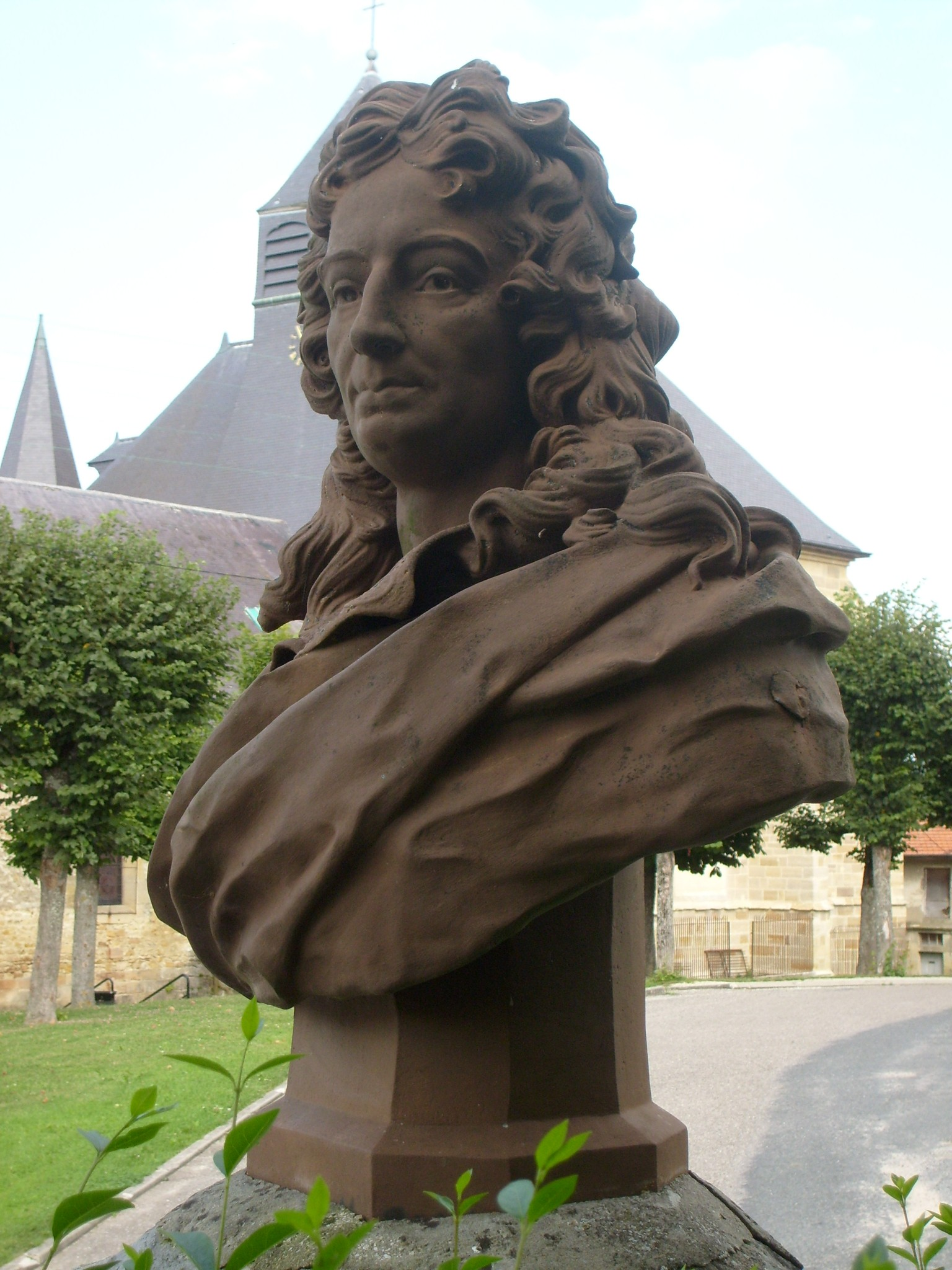
Бюст Сезара-Пьера Ришле в родном городе Шеминон

Первое издание Словаря изобилует сатирическими выпадами по адресу Амело де ла Уссе, Фюретьера, Варилласа и др.; в его состав включены все вольные и непристойные слова, с истолкованием их и приведением любопытнейших цитат из старофранцузских авторов. Словарь был напечатан тайно; тюки с экземплярами его, направленные в Париж, были конфискованы и сожжены. Словарь неоднократно подделывался и перепечатывался за границей; сам Ришле выпустил несколько изданий, а после его смерти Словарь был переиздан Пьером Обером (1728) и Гуже (1759—1763).
В 1842 появилось извлечение из Словаря, сделанное Гаттелем. Авторитетность этого труда объясняется массой точных данных, заимствованных из памятников древнефранцузского языка, а также многочисленностью ценных комментариев, интересных определений и цитат из авторитетных авторов.
В 1694 г. появились еще два труда Ришле: «Commencements de la langue française en grammaire» и «Connaissance des genres français». Он составил также обширный «Dictionnaire burlesque», изобиловавший нескромными выходками, но, по настояниям духовника, перед смертью сжег рукопись.

## Избранные словари Ришле
- Dictionnaire français de Pierre Richelet 1680—1811
- Dictionnaire français de Pierre Richelet
- Richelet — Dictionnaire françois contenant les mots et les choses, 1680
- Richelet — Nouveau Dictionnaire françois contenant généralement tous les mots, les matières, 1694
- Richelet — Dictionnaire françois contenant tous les mots tant vieux que nouveaux, 1706
- Richelet — Dictionnaire de la langue françoise ancienne et moderne, 1732
- Richelet — Dictionnaire de la langue françoise ancienne et moderne, 1759
- Richelet — De Wailly — Dictionnaire portatif de la langue françoise extrait du GD de Richelet, 1775